# Dicranota persessilis
Dicranota persessilis är en tvåvingeart som beskrevs av Alexander 1954. Dicranota persessilis ingår i släktet Dicranota och familjen hårögonharkrankar. Inga underarter finns listade i Catalogue of Life.